# Sint-Ursula-Instituut (Onze-Lieve-Vrouw-Waver)

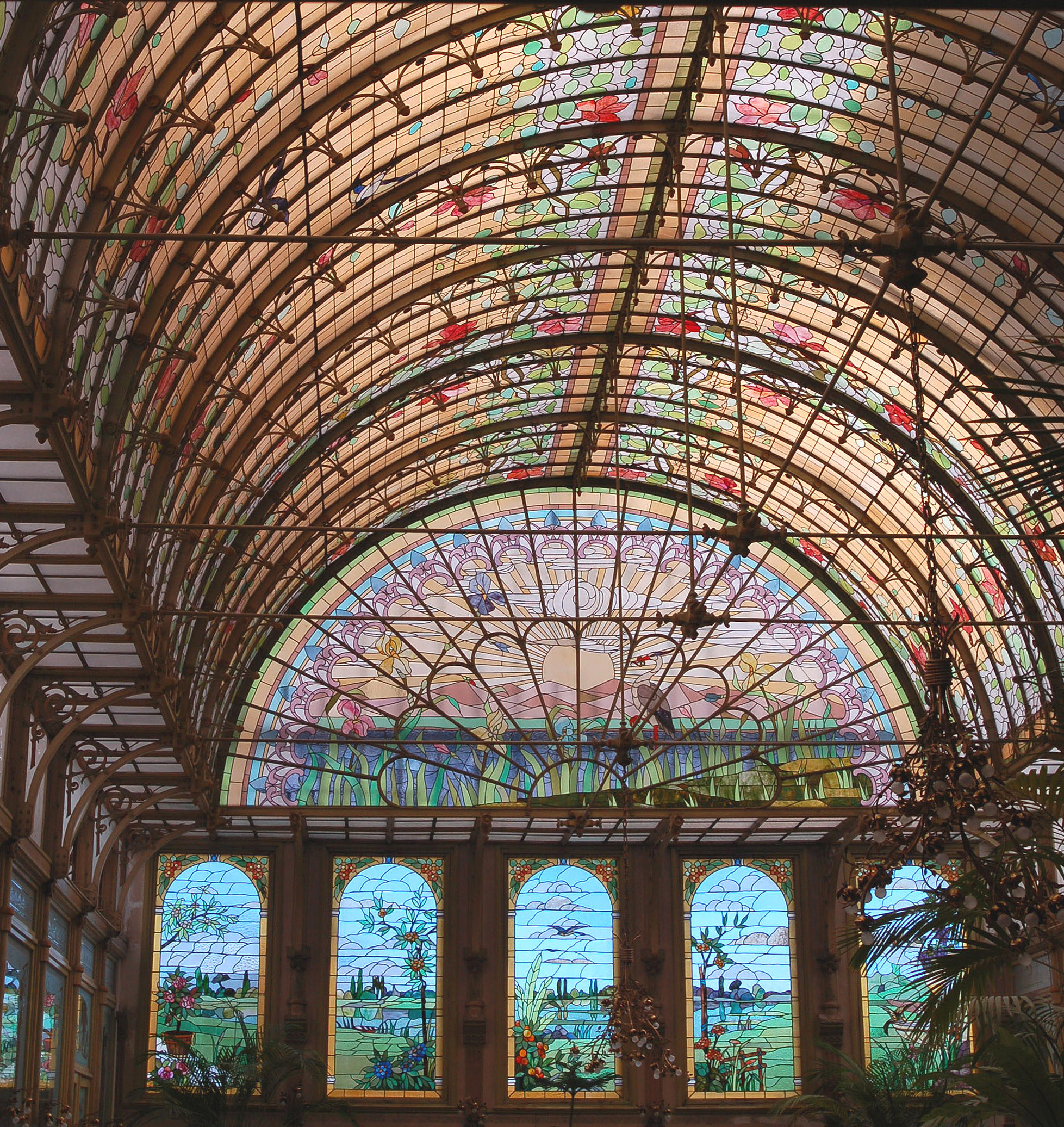
Wintertuin van het Sint-Ursula-Instituut met glasramen van meester-glazenier Raphaël Évaldre

Het Sint-Ursula-Instituut is een katholieke school voor secundair onderwijs van de zusters Ursulinen in Onze-Lieve-Vrouw-Waver.
Het instituut was decennialang een meisjesschool maar werd later een gemengde school.
De school behoort tot de VORM-scholengemeenschap en geeft algemeen secundair onderwijs (aso), beroepssecundair onderwijs(bso) en technisch secundair onderwijs (tso).

## Geschiedenis
Het Sint-Ursula-instituut ontstond in 1841 op initiatief van pastoor Joannes Baptista Verheyden (1778-1854) die zich inspande om in onderwijs te voorzien voor meisjes. Met de hulp van zijn collega Joannes Cornelius Martinus Lambertz (1785-1869) van Tildonk en de Ursulinen die in zijn parochie een klooster hadden, kon rond Pasen 1841 van start gegaan worden met een klooster en aanpalende meisjesschool in de Bosstraat. De stichting kreeg de naam Gethsemani. In 1861 breidde de school uit met een bewaarschool en op 12 mei 1862 vond de eerstesteenlegging plaats voor een nieuwe kapel.
Op 12 november 1863 ging de normaalschool van start. In oktober 1867 waren er in heel het instituut reeds 180 leerlingen ingeschreven.
Tijdens de eerste schoolstrijd van 1879 (2de wet op het Lager Onderwijs) tot in 1884 (3de organieke wet op het lager onderwijs, "wet Jacobs") zag de school af van staatserkenning uit verzet tegen de centraliserende en laïciserende betrachtingen van de liberale minister Pierre Van Humbeeck.
In de 19de eeuw kreeg het instituut een internationale uitstraling. Rond de eeuwwisseling was bijna een kwart van de leerlingen van buitenlandse origine. De school had zwaar te lijden van de Eerste Wereldoorlog, maar werd daar door middel van de oorlogsschaderegeling royaal voor vergoed.
Geleidelijk aan ontstond er een imposant school- en kloostercomplex, een synthese van uiteenlopende stijlen als neoclassicisme, neogotiek, neoromaans, empirestijl en art nouveau. 

## Gebouwen
In 1900 bouwde een onbekend gebleven architect voor het instituut een wintertuin in art nouveau als ontvangstruimte voor de bezoekers van de inwonende meisjes. De keuze voor deze progressieve stijl illustreert de moderne onderwijsopvattingen van de school die ten dienste stond van de gegoede burgerij. Als vroege uiting van buitenstedelijke art nouveau is de wintertuin uniek. De glasramen zijn van de hand van meester-glazenier Raphaël Évaldre. De koepel in glas-in-lood vormt een drieluik: ochtend (halfroosvenster), dag (tongewelf) en avond (tweede halfroosvenster). Samen met de neogotische kloosterkerk (Careels, 1909-1912) werd de wintertuin in 1987 beschermd. In 1994 werd de bescherming verruimd met andere ruimten zoals de Ursulazaal en de Pianogalerij. Daarmee werd het Instituut het 5000ste beschermde monument in Vlaanderen. In 1995 werd de vzw Wintertuin Onze-Lieve-Vrouw-Waver opgericht, die het beheer en de zorg voor het behoud van het patrimonium op zich neemt. Ook de Alpenzaal, de feestrefter, de eretrap, het oratorium en het museum behoren tot dit beschermde erfgoed.

## Engelse tuin

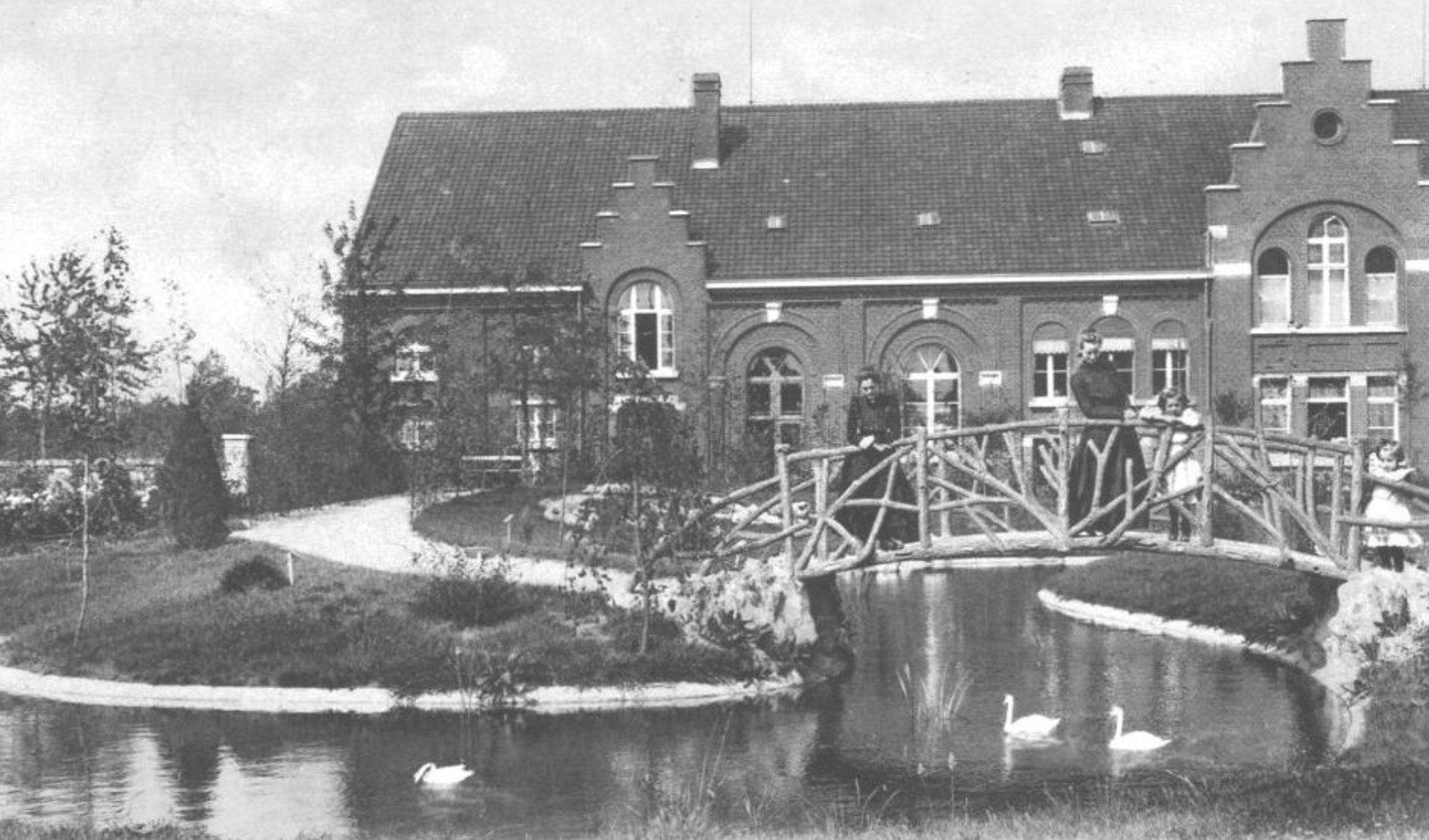
De niet meer bestaande brug in de Engelse tuin

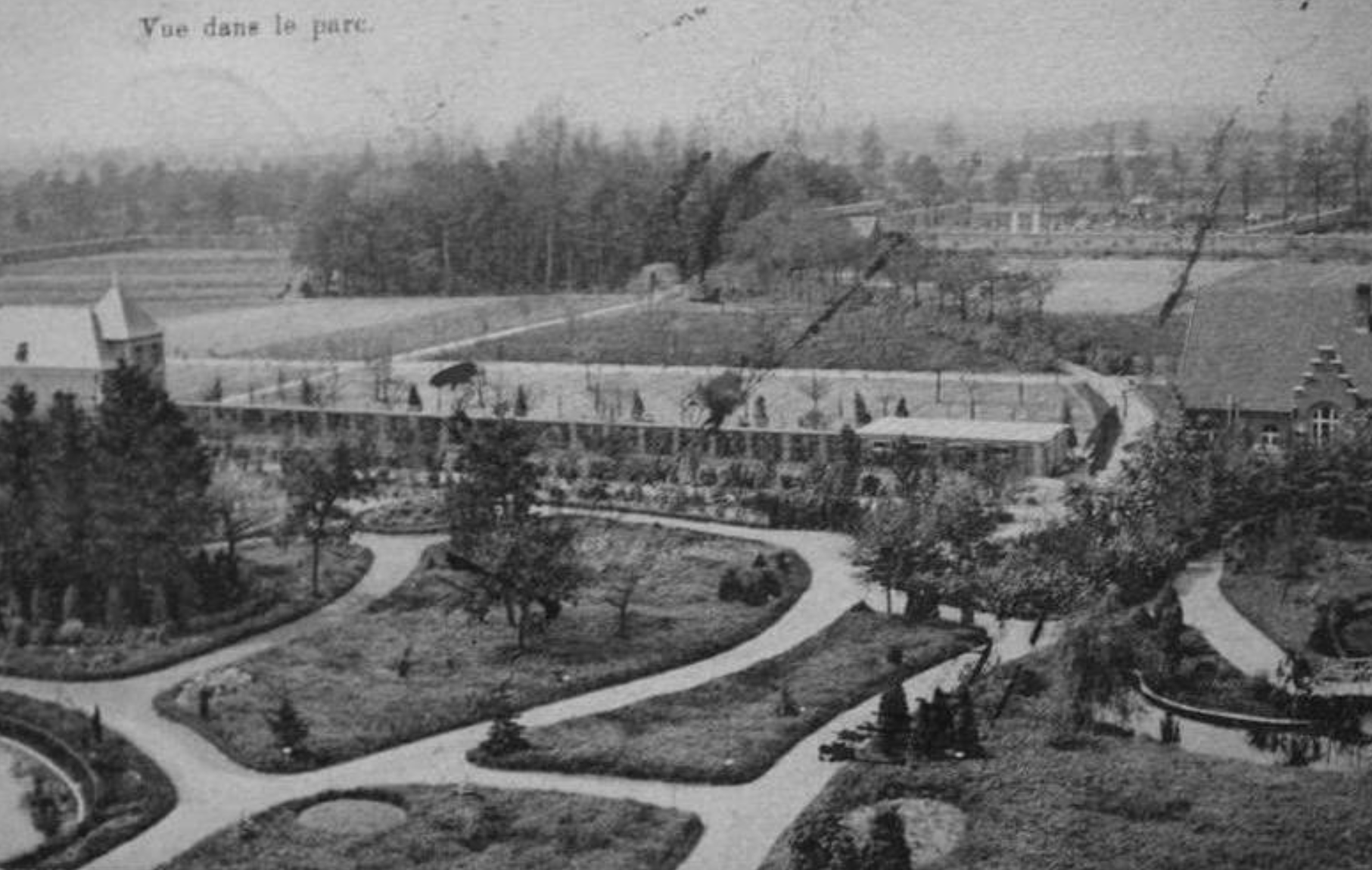
De Engelse tuin ca. 1911, met rechtsboven de Onze-Lieve-Vrouw-Waver-begraafplaats, waar de zusters vanaf 1906 hun overledenen begroeven.

Het park dat bij het complex behoort werd vanaf 1887 systematisch verrijkt met folly's in rotswerk, zoals een Lourdesgrot (gebouwd door het huis Blaton-Aubert uit Brussel), een Bethlehem-kerststal en een Nazareth-huisje (gebroeders Tondeleir uit Antwerpen), een merkwaardige picknick hall, een gloriette en een calvarie. In de jaren 1910-1911 werd het park door plaatselijk tuinbouwkundige Felix Brouwers omgevormd tot een Engelse tuin. Het werd een park met kronkelende paden en twee vijvers, een zwanenvijver met een uitgewerkt houten eendenhok en een met een niet meer bestaand rustiek bruggetje. Men wandelde en rustte uit in de schaduw bij een van de objecten in rotswerk, cementrustiek, of vijver. Het park is niet publiek toegankelijk.
Het park is een getuige van het typisch negentiende-eeuwse opvoedingsconcept van het meisjespensionaat. Het was een didactische tuin voor de leerlingen en sloot daarmee aan bij het in het instituut gegeven onderwijs in land- en tuinbouw. Dit onderwijs stond als vernieuwend te boek. Anno 2014 zijn er grasvelden met siergras en bloemperken met laagbloeiers of bodembedekkers werden afgewisseld met middelhoge sierstruiken en bloemen tussen hoge bomen. De sierstruiken omvatten zowel vroeg- als laatbloeiers. Onder de bomen bevonden zich zowel inheemse als uitheemse soorten. Alles wordt nog steeds geduid met educatieve bordjes.

## Begraafplaatsen
De ursulinen hadden vanaf 1850 een eigen grafkelder op het terrein. Later werden ook hun afgestorvenen begraven rond de parochiekerk. Overleden gasthuiszusters van het godshuis werden ook op het kerkhof aan de kerk begraven.
In 1906 werd achter het instituut de gemeentelijke begraafplaats Onze-Lieve-Vrouw-Waver aangelegd. Daar werd voor beide religieuze gemeenschappen een afzonderlijk en afgebakend perk voorzien. In de kloostermuur - die het domein van de ursulinen omsluit en vermoedelijk tezelfdertijd als de kerkhofmuur werd opgetrokken - voorzagen de ursulinen een eenvoudige en discrete deur tegenover de toegangspoort van hun perk op de nieuwe begraafplaats. Deze gebruikten ze uitsluitend om met hun lijkstoeten de Kerkhoflei over te steken naar hun begraafplaats. De deur is nog altijd aanwezig.

## Bekende oud-leerlingen
- Bart Cannaerts, komiek en televisiemaker
- Gerda De Preter, schrijfster
- Ianka Fleerackers, actrice
- Bart Verbeeck, radio- en televisiepresentator